# Jaime Blanch
Jaime Blanch Montijano (Collado Villalba, Madrid, 9 de septiembre de 1940) es un actor español.

## Biografía
Jaime Blanch es hijo de los también actores José Blanch y Concha Montijano y sobrino de Montserrat y Modesto Blanch. Desde niño siguió la tradición familiar y apareció con apenas trece años en la gran pantalla en la película La guerra de Dios (1953), aunque tuvo su primer gran éxito con Jeromín, rodada el mismo año 1953. Aunque en más de medio siglo de carrera artística ha trabajado regularmente en el cine, la televisión y el teatro, ha sido este último medio el que ha consolidado su prestigio. Ha protagonizado, entre otras obras, Olvida los tambores (1970), Adiós, señorita Ruth (1972), Herminia (1979), Petra Regalada (1981), La dama duende (1990), Perdidos en Yonkers (1992), Amor, coraje y compasión (1995), Un marido ideal (1996), El botín (1997), Descalzos por el parque (2001)  y La ratonera (2005).
Está casado con la actriz Marta Puig.
En el verano de 1980 se separó de María José Moreno, con la que tuvo dos hijos, nacidos en 1967 y 1971.

## Filmografía

### Cine
- Dos tipos duros (2003), de Juan Martínez Moreno.
- Torremolinos 73 (2003), de Pablo Berger.
- Casa Fouce (2002), de Álvaro González (cortometraje)
- El día de la bestia (1995), de Álex de la Iglesia.
- Acción mutante (1993), de Álex de la Iglesia.
- La familia, bien, gracias (1979), de Pedro Masó.
- Araña y cierra España (1976), de Antonio del Real.
- Olvida los tambores (1975), de Rafael Gil.
- Winchester, uno entre mil (1968), de Primo Zeglio.
- Historia de la frivolidad (1967), de Narciso Ibáñez Serrador.
- Las últimas horas... (1966), de Santos Alcocer.
- La vida nueva de Pedrito de Andía (1965), de Rafael Gil.
- La familia y uno más (1965), de Fernando Palacios.
- Como dos gotas de agua (1964), de Luis César Amadori.
- La gran familia (1962), de Fernando Palacios.
- De la piel del diablo (1962), de Alejandro Perla.
- Héroes de blanco (1962), de Enrique Carreras.
- Ha llegado un ángel (1961), de Luis Lucia.
- Un marido de ida y vuelta (1957), de Luis Lucía.
- Un caballero andaluz (1954), de Luis Lucía.
- Jeromín (1953), de Luis Lucía.
- La guerra de Dios (1953), de Rafael Gil.
- Gloria Mairena (1952), de Luis Lucia.

### Teatro
- Un enredo casi familiar (2011), de Alan Ayckbourn.
- Aquí un amigo (2009), de Francis Veber (y dirección).
- La visita inesperada (2006), de Agatha Christie
- Descalzos por el parque (2001), de Neil Simon
- Crimen perfecto (2000), de Frederick Knott.
- La ratonera (1998-2005), de Agatha Christie.
- El botín (1997), de Joe Orton
- Un marido ideal (1996), de Oscar Wilde
- Los Pelópidas (1996), de Jorge Llopis.
- Amor, coraje y compasión (1995), de Terence Mc Nally.
- Cristal de Bohemia (1994), Ana Diosdado.
- La alondra (1994), de Jean Anouilh.
- Perdidos en Yonkers (1991), de Neil Simon.
- La dama duende (1990), José Luis Alonso Mañés.
- El caballero de Olmedo (1990), de Lope de Vega.[1]
- La cinta dorada (1989), de María Manuela Reina.
- Los caciques (1987), de Carlos Arniches
- Materia reservada (1987), de Hugh Whitemore.
- Dobles parejas (1986), de David Wiltse
- Vamos a contar mentiras (1985), de Alfonso Paso.
- La Orestiada (1984), de Esquilo.
- ¡No corran, que es peor! (1984), de Philip King
- Medea (1983), de Eurípides.
- Don Juan Tenorio (1982), de José Zorrilla.
- La villana de Vallecas (1982), de Tirso de Molina.
- Petra Regalada (1980), de Antonio Gala.
- Hermina (1979), de Claude Magnier.
- Burlas de amor secreto (1979), de Torres Naharro
- La venganza de Don Mendo (1978), de Pedro Muñoz Seca.
- Drácula (1978), de Hamilton Deane.
- Angelina o el honor de un brigadier (1978), de Enrique Jardiel Poncela.
- Peribáñez y el comendador de Ocaña (1976), de Lope de Vega
- Y de Cachemira, chales (1976), de Ana Diosdado.[2]
- La mujer del cabello rojo (1976), de Sam Locke
- Ellos los prefieren un poquito locas (1975), de Harry Caine.
- El rehén (1973), de Brendan Behan.
- Adiós, señorita Ruth (1972), de Emlyn Williams.
- Knack (1972), de Ann Jellicoe
- Aurelia o la libertad de soñar (1971), de Lorenzo López Sancho.
- Olvida los tambores (1970), Ana Diosdado.
- La madre (1970), de Hermógenes Sainz
- La Celestina (1968), de Fernando de Rojas.
- Hamlet solista (1963), de José Bergamín.
- El caballero de Olmedo (1962), de Lope de Vega.
- La cabeza del dragón (1962), Valle-Inclán.

### Televisión
- Hospital Valle Norte (2019)
- El ministerio del tiempo (2015-2017; 2020)
- Amar es para siempre (2013-2014)
- Aída
  - Brokerface (20 de diciembre de 2010)
- Círculo rojo (2007)
- Los simuladores
  - La residencia (7 de enero de 2007)
- Tirando a dar (2006)
- Obsesión (2005)
- ¿Se puede?  (2004)
  -  11 de septiembre de 2004
- Casi perfectos
  - La visita de los suegros de Andrés (18 de marzo de 2004)
- El comisario
  -  Última sesión (4 de febrero de 2004)
- Mis adorables vecinos
  -  El papá de mi novia me quiere capar (1 de enero de 2004)
- Tres son multitud (2003)
- Un paso adelante (2002-2003)
- 7 vidas
  - Infierno de cobardes (3 de octubre de 2001)
  - Sueñan las margaritas con ser romero (28 de noviembre de 2001)
  - 5 de diciembre de 2001
- Academia de baile Gloria
  -  Un contrato explosivo (24 de mayo de 2001)
- Ciudad Sur (2001)
- La familia... 30 años después (1999)
- Vida y sainete
  - Vivir de milagro (7 de junio de 1998)
  - Los padres del artista (21 de junio de 1998)
  - El tiro por la culata (26 de julio de 1998)
- Turno de oficio: Diez años después
  - Cabos atados, segunda parte (26 de junio de 1996)
  -  Cabos atados, primera parte (19 de junio de 1996)
- Éste es mi barrio
  - Honrarás a tu padre (1 de enero de 1996)
- Médico de familia
  - Bailes de salón (14 de noviembre de 1995)
  - Mentiras verdaderas (28 de noviembre de 1995)
  -  Nivel 2 (5 de diciembre de 1995)  ergio
  - Dile a Alicia que la quieres (12 de diciembre de 1995)
  -  Testigo de boda (5 de marzo de 1996)
  - Volverte a ver (12 de marzo de 1996)
- Función de noche
  -  Cristal de bohemia (15 de julio de 1995)
- Compuesta y sin novio
  -  Mañana será otro día (17 de octubre de 1994)
  - La recomendada (1 de noviembre de 1994)
- Canguros
  -  Ellos y ella (1994)
- Primera función
  - Celos del aire (2 de marzo de 1989)
  -  A media luz los tres (20 de julio de 1989)
- Pedro I el Cruel
  -  9 de enero de 1989
- Tarde de teatro
  -  Vamos a contar mentiras (9 de noviembre de 1986)
- La voz humana
  -  Petición de mano (18 de julio de 1986)
  -  La gallina de mi vecina, más huevos pone que la mía (1 de abril de 1987)
- Nunca es tarde  (1994)
- La comedia
  -  Tú y yo somos tres (25 de octubre de 1983)
  - La señorita de Trevélez (24 de enero de 1984)
- La cometa blanca (1982-1983)
- Teatro estudio
  - El burlador de Sevilla (25 de octubre de 1979)
- Curro Jiménez
  -  La noche de La Garduña (1977)
- Mujeres insólitas
  -  El ángel atosigador (1 de febrero de 1977)
  -  La reina loca de amor (15 de marzo de 1977)
- El quinto jinete
  - El aullido (29 de diciembre de 1975)
- El teatro
  -  El proceso de Mary Dugan (21 de octubre de 1974)
  - Los caciques (26 de abril de 1976)  Alfredo
- Noche de teatro
  -  El puente de Waterloo (20 de septiembre de 1974)
- Juan y Manuela (1974)
- Ficciones
  -  Owen Wingrave (20 de octubre de 1973)
- Pequeño estudio
  -  Periodista sin garra (24 de septiembre de 1972)
- Juegos para mayores
  - La finca (8 de febrero de 1971)
- Teatro de siempre
  -  La tejedora de sueños (30 de marzo de 1970)
  -  Rencor (22 de octubre de 1970)
- Hora once
  -  Una cruz para Electra (15 de junio de 1969)
  -  La pródiga (3 de junio de 1971)
- Habitación 508
  -  La lealtad siempre paga (22 de noviembre de 1966)
- ¿Cuál es tu final? (1966)
- Tengo un libro en las manos
  - Justicia que manda el rey (7 de julio de 1966)
  -  El Grial (25 de agosto de 1966)
  -  Don Juan (8 de septiembre de 1966)
  - El akelarre (29 de septiembre de 1966)
- Estudio 1
  -  La boda de la chica (23 de febrero de 1966)
  - El caballero de Olmedo (29 de octubre de 1968)
  -  Un paraguas bajo la lluvia (11 de febrero de 1969)
  -  La noche del sábado (15 de enero de 1970)
  - Plaza de Oriente  (10 de febrero de 1970)
  - El francés a su alcance (30 de octubre de 1970)
  - No habrá Guerra de Troya (30 de abril de 1971)
  -  El santo de la Isidra (14 de mayo de 1971)
  -  Don Gil de las calzas verdes (18 de junio de 1971)
  -  Puebla de las mujeres (12 de noviembre de 1971)
  -  Edén Término (26 de noviembre de 1971)
  - Pedro y Juan (28 de abril de 1972)
  - La muerte de un viajante (10 de noviembre de 1972)
  -  El caballero de Olmedo (1 de enero de 1973)
  -  En la ardiente oscuridad (13 de abril de 1973)
  - Diario íntimo de la tía Angélica (16 de noviembre de 1973)
  - Las mujeres sabias (1 de marzo de 1974)
  - Los delfines (8 de marzo de 1974)
  -  Curva peligrosa (27 de octubre de 1975)
  -  Los caciques (26 de abril de 1976)
  - " Trampa para un hombre solo (30 de mayo de 1977)    
  - Antígona (2 de febrero de 1978)
  - Don Gil de las calzas verdes (28 de marzo de 1978)
  - La casa (31 de enero de 1979)
  -  La dama duende (14 de febrero de 1979)
  -  Rosas de otoño (7 de marzo de 1979)
  -  Maribel y la extraña familia (16 de marzo de 1980)
  -  La discreta enamorada (20 de julio de 1980)
  -  La prudencia en la mujer (26 de octubre de 1980)
  -  Desde los tiempos de Adán (23 de octubre de 1981)
  - Alesio (30 de marzo de 2006)
- Diego Acevedo
  -  La camarilla (1 de enero de 1966)
- Novela 
  - El muro de cristal (11 de octubre de 1965)
  -  La reducción (29 de marzo de 1966)
  -  Jeromín (21 de septiembre de 1971)
  -  La herencia misteriosa (5 de marzo de 1972)
  -  El hotel encantado (22 de mayo de 1972)
  -  Caza menor (12 de enero de 1976)
  - Pequeño teatro (7 de marzo de 1977)
  -  Ecos de sociedad (2 de mayo de 1977)
  - Pepita Jiménez (6 de noviembre de 1978)

## Premios y candidaturas
Premios Feroz
| Año  | Categoría                           | Serie                    | Resultado |
| ---- | ----------------------------------- | ------------------------ | --------- |
| 2016 | Mejor actor de reparto en una serie | El Ministerio del Tiempo | Nominado  |
| 2017 | Mejor actor de reparto en una serie | El Ministerio del Tiempo | Nominado  |

## Reconocimientos
- 2016. Medalla de Oro de Amigos de los Teatros Históricos de España (AMIThE) (www.amitheatros.es).[cita requerida]